# Bassus clausiellus
Bassus clausiellus är en stekelart som beskrevs av Michael J. Sharkey 1998. Bassus clausiellus ingår i släktet Bassus och familjen bracksteklar. Inga underarter finns listade.